# Храм Пудицитии Плебейской
Храм Пудицитии Плебейской ― ныне утраченное древнеримское культовое сооружение, располагавшееся на Квиринальском холме (вдоль Vicus Longusа, дороги, которая на сегодняшний день проходит через площадь Виа Национале). Храм был построен в 296 г. до н.э. по заказу Виргинии, жены будущего консула Луция Волумния Фламма Виолента, на территории их собственного дома. Освящён в честь богини Пудитиции Плебейской, олицетворения целомудренности и стыдливости.  
Согласно Титу Ливию, Храм Пудицитии Плебейской был построен в противовес Храму Пудицитии Патрицианской (чьё существование, впрочем, оспаривается некоторыми историками, которые утверждают, что это культовое сооружение следует отождествлять с Храмом Фортуны). Храм Пудицитии Плебейской был сооружён после того, как Виргиния, урождённая патрицианка, утратила свои права состояния после сочетания узами браком с плебеем. Ливий утверждает, что с течением времени культ Пудицитии пришёл в упадок и канул в лету из-за крайней открытости и развращённости римских женщин, которые всячески отвергали идею целомудрия. Вместе с тем Секст Помпей Фест, живший во II веке н.э., писал, что культ богини всё ещё был активен. Доподлинно неизвестно, использовалось ли святилище Пудицитии в IV и V веках, но оно точно должно было быть закрыто во время гонений на язычников в христианской Римской империи. 